# Volavérunt (novela)
Volavérunt es una novela de Antonio Larreta, ganadora en 1980 del Premio Planeta.
 Tuvo una adaptación homónima por Bigas Luna en 1999.

## Argumento
Una persona anónima encuentra un relato del primer ministro Manuel Godoy, que trata sobre la misteriosa muerte en 1802, de la duquesa de Alba, la más rica y liberada mujer de sus tiempos, la cual había ofrecido la noche anterior a su muerte una gala para inaugurar su nuevo palacio. La asistencia había sido extraordinaria: el primer ministro Manuel Godoy, el pintor Goya y Pepita Tudó, amante de Godoy y modelo de Goya de su cuadro más famoso La maja desnuda. A la mañana siguiente, la duquesa de Alba aparece muerta en su cama en misteriosas circunstancias. Tenía 40 años.